# Småstad - konsten att leva innan vi dör
 (janvier 2017).
Si vous disposez d'ouvrages ou d'articles de référence ou si vous connaissez des sites web de qualité traitant du thème abordé ici, merci de compléter l'article en donnant les références utiles à sa vérifiabilité et en les liant à la section « Notes et références ».
 (février 2017).
Pour plus de détails, voir Fiche technique et Distribution.
Småstad - konsten att leva innan vi dör est un film suédois de Johan Löfstedt, sorti en 2017.

## Distribution
- Björn Löfstedt : Björn
- Pelle Löfstedt : Pelle
- Anna Löfstedt : Anna
- Bengt Sturzenbecker : Bengt
- Anders Carlsén : Anders
- Maja Löfstedt : Maja
- Ludvig Carlsén : Ludvig
- Oliver Carlsén : Oliver

## Fiche technique
- Titre original : Småstad - konsten att leva innan vi dör
- Réalisation : Johan Löfstedt
- Scénario : Johan Löfstedt et Anna Potter
- Pays :  Suède
- Langue : suédois
- Format : couleur - 35 mm - Dolby
- Durée : 91 minutes
- Dates de sortie :
  -  Suède : 20 janvier 2017
  -  Danemark : 19 octobre 2017